# New York Life
La New York Life Insurance Company est une entreprise d'assurance américaine. Son siège social est basé à New York dans le New York Life Building.

## Histoire
En décembre 2019, Cigna annonce la vente de son activité d'assurance d'invalidité et d'assurance décès à New York Life pour 6,3 milliards de dollars.